# 18e cérémonie des San Diego Film Critics Society Awards
La 18e cérémonie des San Diego Film Critics Society Awards (SDFCS Awards), décernés par la San Diego Film Critics Society, a eu lieu le 11 décembre 2013, et a récompensé les films réalisés dans l'année,,.

## Palmarès

### Meilleur film
- Her
  - Gravity
  - Inside Llewyn Davis
  - States of Grace (Short Term 12)
  - Twelve Years a Slave

### Meilleur réalisateur
- Alfonso Cuaron pour Gravity
  - Joel et Ethan Coen pour Inside Llewyn Davis
  - Destin Cretton pour States of Grace (Short Term 12)
  - Spike Jonze pour Her
  - Steve McQueen pour Twelve Years a Slave

### Meilleur acteur
- Oscar Isaac pour le rôle de Llewyn Davis dans Inside Llewyn Davis
  - Chiwetel Ejiofor pour le rôle de Solomon Northup dans Twelve Years a Slave
  - Tom Hanks pour le rôle de Richard Phillips dans Capitaine Phillips (Captain Phillips)
  - Matthew McConaughey pour le rôle de Ron Woodroof dans Dallas Buyers Club
  - Joaquin Phoenix pour le rôle de Theodore Twombley dans Her

### Meilleure actrice
- Cate Blanchett pour le rôle de Jasmine dans Blue Jasmine
  - Sandra Bullock pour le rôle du Dr Ryan Stone dans Gravity
  - Adèle Exarchopoulos pour le rôle d'Adèle dans La Vie d'Adèle
  - Brie Larson pour le rôle de Grace dans States of Grace (Short Term 12)
  - Emma Thompson pour le rôle de Pamela L. Travers dans Dans l'ombre de Mary (Saving Mr. Banks)

### Meilleur acteur dans un second rôle
- Jared Leto pour le rôle de Rayon dans Dallas Buyers Club
  - Daniel Brühl pour le rôle de Niki Lauda dans Rush
  - Michael Fassbender pour le rôle d'Edwin Epps dans Twelve Years a Slave
  - James Gandolfini pour le rôle d'Albert dans All About Albert (Enough Said)
  - Sam Rockwell pour le rôle d'Owen dans Cet été-là (The Way, Way Back)

### Meilleure actrice dans un second rôle
- Shailene Woodley pour le rôle d'Aimee Finecky dans The Spectacular Now
  - Elizabeth Banks pour le rôle d'Effie Trinket dans Hunger Games : L'Embrasement (The Hunger Games: Catching Fire)
  - Sally Hawkins pour le rôle de Ginger dans Blue Jasmine
  - Jennifer Lawrence pour le rôle de Rosalyn Rosenfeld dans American Bluff (American Hustle)
  - Lupita Nyong'o pour le rôle de Patsey l'esclave dans Twelve Years a Slave

### Meilleure distribution
- American Bluff (American Hustle)
  - Cet été-là (The Way, Way Back)
  - Prisoners
  - States of Grace (Short Term 12)
  - Twelve Years a Slave

### Meilleur scénario original
- Her – Spike Jonze
  - All About Albert (Enough Said) – Nicole Holofcener
  - Blue Jasmine – Woody Allen
  - Inside Llewyn Davis – Joel et Ethan Coen
  - Prisoners – Aaron Guzikowski

### Meilleur scénario adapté
- Before Midnight – Richard Linklater, Ethan Hawke et Julie Delpy
  - Capitaine Phillips (Captain Phillips) – Billy Ray
  - States of Grace (Short Term 12) – Destin Daniel Cretton
  - The Spectacular Now – Scott Neustadter et Michael H. Weber
  - Twelve Years a Slave – John Ridley

### Meilleurs décors
- Gatsby le Magnifique (The Great Gatsby) – Catherine Martin et Karen Murphy
  - Gravity – Andy Nicholson
  - Her – K.K. Barrett
  - Dans l'ombre de Mary (Saving Mr. Banks) – Michael Corenblith (en)
  - Twelve Years a Slave – Adam Stockhausen

### Meilleure photographie
- À la merveille (To The Wonder) – Emmanuel Lubezki
  - Gatsby le Magnifique (The Great Gatsby) – Simon Duggan
  - Gravity – Emmanuel Lubezki
  - Inside Llewyn Davis – Bruno Delbonnel
  - Prisoners – Roger Deakins

### Meilleur montage
- Capitaine Phillips (Captain Phillips) – Christopher Rouse
  - Gravity – Alfonso Cuaron et Mark Sanger
  - Hunger Games : L'Embrasement (The Hunger Games: Catching Fire) – Alan Edward Ball
  - Her – Eric Zumbrunnen et Jeff Buchanan
  - Twelve Years a Slave – Joe Walker

### Meilleure musique de film
- Her – Arcade Fire
  - Alabama Monroe (The Broken Circle Breakdown) – Bjorn Eriksson
  - Gravity – Steven Price
  - Rush – Cliff Martinez et Skrillex
  - Twelve Years a Slave – Hans Zimmer

### Meilleur film en langue étrangère
- Drug War (毒戰, Du zhan)  Chine  Hong Kong
  - Alabama Monroe (The Broken Circle Breakdown)  Belgique
  - La Chasse (Jagten)  Danemark
  - No  Chili  Mexique  États-Unis
  - La Vie d'Adèle  France  Belgique  Espagne

### Meilleur film d'animation
- Le vent se lève (風立ちぬ, Kaze tachinu)
- Les Croods (The Croods)
- Get a Horse!
- Moi, moche et méchant 2 (Despicable Me 2)
- La Reine des neiges (Frozen)

### Meilleur film documentaire
- The Act of Killing (Jagal)
  - Blackfish
  - Let the Fire Burn
  - Stories We Tell
  - Twenty Feet from Stardom

### Kyle Counts Award
- Destin Cretton (States of Grace)